# Lijst van steden in Kentucky
Dit is een lijst met steden in Kentucky in alfabetische volgorde.

## A
- Adairville
- Albany
- Alexandria
- Allen
- Anchorage
- Arlington
- Ashland
- Auburn
- Audubon Park
- Augusta

## B
- Bancroft
- Barbourmeade
- Barbourville
- Bardstown
- Bardwell
- Barlow
- Beattyville
- Beaver Dam
- Bedford
- Beechwood Village
- Bellefonte
- Bellemeade
- Bellevue
- Bellewood
- Benham
- Benton
- Berea
- Berry
- Blackey
- Blaine
- Bloomfield
- Blue Ridge Manor
- Bonnieville
- Booneville
- Bowling Green
- Bradfordsville
- Brandenburg
- Bremen
- Briarwood
- Brodhead
- Broeck Pointe
- Bromley
- Brooksville
- Brownsboro Farm
- Brownsboro Village
- Brownsville
- Buckhorn
- Burgin
- Burkesville
- Burnside
- Butler

## C
- Cadiz
- Calhoun
- California
- Calvert City
- Camargo
- Cambridge
- Campbellsburg
- Campbellsville
- Campton
- Caneyville
- Carlisle
- Carrollton
- Carrsville
- Catlettsburg
- Cave City
- Centertown
- Central City
- Clarkson
- Clay
- Clay City
- Clinton
- Cloverport
- Coal Run Village
- Cold Spring
- Coldstream
- Columbia
- Columbus
- Concord
- Corbin
- Corinth
- Corydon
- Covington
- Crab Orchard
- Creekside
- Crescent Springs
- Crestview
- Crestview Hills
- Crestwood
- Crittenden
- Crofton
- Crossgate
- Cumberland
- Cynthiana

## D
- Danville
- Dawson Springs
- Dayton
- Dixon
- Douglass Hills
- Dover
- Drakesboro
- Druid Hills
- Dry Ridge

## E
- Earlington
- Eddyville
- Edgewood
- Edmonton
- Ekron
- Elizabethtown
- Elkhorn City
- Elkton
- Elsmere
- Eminence
- Erlanger
- Eubank
- Evarts
- Ewing

## F
- Fairfield
- Fairview
- Falmouth
- Ferguson
- Fincastle
- Flatwoods
- Fleming-Neon
- Flemingsburg
- Florence
- Fordsville
- Forest Hills
- Fort Campbell
- Fort Mitchell
- Fort Thomas
- Fort Wright
- Fountain Run
- Fox Chase
- Frankfort
- Franklin
- Fredonia
- Frenchburg
- Fulton

## G
- Gamaliel
- Georgetown
- Germantown
- Ghent
- Glasgow
- Glencoe
- Glenview
- Glenview Hills
- Glenview Manor
- Goose Creek
- Goshen
- Grand Rivers
- Gratz
- Graymoor-Devondale
- Grayson
- Greensburg
- Green Spring
- Greenup
- Greenville
- Guthrie

## H
- Hanson
- Hardin
- Hardinsburg
- Harlan
- Harrodsburg
- Hartford
- Hawesville
- Hazard
- Hazel
- Hebron Estates
- Henderson
- Hickman
- Hickory Hill
- Highland Heights
- Hills and Dales
- Hillview
- Hindman
- Hiseville
- Hodgenville
- Hollow Creek
- Hollyvilla
- Hopkinsville
- Horse Cave
- Houston Acres
- Hunters Hollow
- Hurstbourne
- Hurstbourne Acres
- Hustonville
- Hyden

## I
- Independence
- Indian Hills
- Inez
- Irvine
- Irvington
- Island

## J
- Jackson
- Jamestown
- Jeffersontown
- Jeffersonville
- Jenkins
- Junction City

## K
- Kenton Vale
- Kevil
- Kingsley
- Kuttawa

## L
- La Center
- LaFayette
- La Grange
- Lakeside Park
- Lakeview Heights
- Lancaster
- Langdon Place
- Latonia Lakes
- Lawrenceburg
- Lebanon
- Lebanon Junction
- Leitchfield
- Lewisburg
- Lewisport
- Lexington
- Liberty
- Lincolnshire
- Livermore
- Livingston
- London
- Lone Oak
- Loretto
- Louisa
- Louisville
- Loyall
- Ludlow
- Lynch
- Lyndon
- Lynnview

## M
- McHenry
- McKee
- Mackville
- Madisonville
- Manchester
- Manor Creek
- Marion
- Martin
- Maryhill Estates
- Mayfield
- Maysville
- Meadowbrook Farm
- Meadow Vale
- Meadowview Estates
- Melbourne
- Mentor
- Middlesborough
- Middletown
- Midway
- Millersburg
- Milton
- Minor Lane Heights
- Mockingbird Valley
- Monterey
- Monticello
- Moorland
- Morehead
- Morganfield
- Morgantown
- Mortons Gap
- Mount Olivet
- Mount Sterling
- Mount Vernon
- Mount Washington
- Muldraugh
- Munfordville
- Murray
- Murray Hill

## N
- Nebo
- New Castle
- New Haven
- Newport
- Nicholasville
- Norbourne Estates
- Northfield
- North Middletown
- Nortonville
- Norwood

## O
- Oak Grove
- Oakland
- Old Brownsboro Place
- Olive Hill
- Orchard Grass Hills
- Owensboro
- Owenton
- Owingsville

## P
- Paducah
- Paintsville
- Paris
- Park City
- Park Hills
- Park Lake
- Parkway Village
- Pembroke
- Perryville
- Pewee Valley
- Pikeville
- Pineville
- Pioneer Village
- Pippa Passes
- Plantation
- Pleasureville
- Plum Springs
- Poplar Hills
- Powderly
- Prestonsburg
- Prestonville
- Princeton
- Prospect
- Providence

## R
- Raceland
- Radcliff
- Ravenna
- Raywick
- Richlawn
- Richmond
- River Bluff
- Riverwood
- Robards
- Rochester
- Rockport
- Rolling Fields
- Rolling Hills
- Rowletts
- Russell
- Russell Springs
- Russellville
- Ryland Heights

## S
- Sacramento
- Sadieville
- St. Charles
- St. Matthews
- St. Regis Park
- Salem
- Salt Lick
- Salyersville
- Sanders
- Sandy Hook
- Sardis
- Science Hill
- Scottsville
- Sebree
- Seneca Gardens
- Sharpsburg
- Shelbyville
- Shepherdsville
- Shively
- Silver Grove
- Simpsonville
- Slaughters
- Smithfield
- Smithland
- Smiths Grove
- Somerset
- Sonora
- South Carrollton
- Southgate
- South Park View
- South Shore
- Sparta
- Springfield
- Spring Mill
- Spring Valley
- Stamping Ground
- Stanford
- Stanton
- Strathmoor Manor
- Strathmoor Village
- Sturgis
- Sycamore

## T
- Taylor Mill
- Taylorsville
- Ten Broeck
- Thornhill
- Tompkinsville
- Trenton

## U
- Union
- Uniontown
- Upton

## V
- Vanceburg
- Versailles
- Vicco
- Villa Hills
- Vine Grove

## W
- Wallins Creek
- Walton
- Warfield
- Warsaw
- Water Valley
- Watterson Park
- Waverly
- Wayland
- Wellington
- West Buechel
- West Liberty
- West Point
- Westwood
- Wheatcroft
- Wheelwright
- White Plains
- Whitesburg
- Whitesville
- Wickliffe
- Wilder
- Wildwood
- Williamsburg
- Williamstown
- Willisburg
- Wilmore
- Winchester
- Windy Hills
- Wingo
- Woodburn
- Woodbury
- Woodland Hills
- Woodlawn
- Woodlawn Park
- Worthington
- Worthington Hills
- Worthville
- Wurtland